# Kayanza
Kayanza é uma província do Burundi. Sua capital é a cidade de Kayanza.

## Comunas
Kayanza está dividida em 9 comunas:
- Butaganzwa
- Gahombo
- Gatara
- Kabarore
- Kayanza
- Matongo
- Muhanga
- Muruta
- Rango

## Demografia
| 2001    | 2011    |
| 491.171 | 643.799 |